# Тагмерсхайм
Тагмерсхайм (нем. Tagmersheim) — община в Германии, в земле Бавария. 
Подчиняется административному округу Швабия. Входит в состав района Донау-Рис.  Население составляет 1042 человека (на 31 декабря 2010 года). Занимает площадь 15,95 км².